# Pseudoptygonotus gunshanensis
Pseudoptygonotus gunshanensis är en insektsart som beskrevs av Zheng, Z. och Liang 1986. Pseudoptygonotus gunshanensis ingår i släktet Pseudoptygonotus och familjen gräshoppor. Inga underarter finns listade i Catalogue of Life.